# 悲恋白書
「悲恋白書」（ひれんはくしょ）は岩崎宏美の9枚目のシングル。1977年4月25日にビクター音楽産業より発売された。

## 概要
岩崎のシングルとしては、初めて作曲・筒美京平の手を離れた作品。また、このシングルより担当ディレクターが飯田久彦に変更となった。
1977年の第28回NHK紅白歌合戦で、宏美は本作を歌唱した。当初は同年大ヒットの「思秋期」を歌う予定だったが、曲が長く大幅なカット・アレンジを余儀なくされるため、この歌になったといわれる。
この曲は、当初2種類の異なったメロディーが当てられていたが、曲調の明るい方が採用された。もう一方のメロディーには後に別の歌詞が当てられ、「メランコリー日記」というタイトルで、この翌月に発売になったアルバム『ウィズ・ベスト・フレンズ』に収録された。

## 収録曲
- 両楽曲共に、作詞：阿久悠／作曲：大野克夫／編曲：萩田光雄

1. 悲恋白書（3分8秒）
2. 愛をどうぞ（3分38秒）

## カバー
悲恋白書
- 1977年：谷ちえ子（アルバム『ほゝえみ』に収録）